# Roland Le Fanu
Roland Le Fanu, britanski general, * 1888, † 1957.